# Music from the Film More
1969. július 27-én Music from the Film More címmel (gyakran csak More) megjelent a Pink Floyd első filmzene-albuma. A filmben hallható dalok itt némiképp más formában hallhatók.
A More című filmet Barbet Schroeder rendezte.
A Pink Floyd-nak ez az első lemeze azóta, hogy Syd Barrett 1968 elején távozott a zenekarból.
A lemez Nagy-Britanniában 9., az 1973-as új kiadás Amerikában a 153. lett.
Az első CD kiadás 1987-ben jelent meg. Nagy-Britanniában 1995-ben, Amerikában 1996-ban jelent meg a digitálisan újrakevert változat.

## Az album dalai
1. Cirrus Minor (Roger Waters) – 5:18
2. The Nile Song (Roger Waters) – 3:26
3. Crying Song (Roger Waters) 3:33
4. Up the Khyber (Nick Mason – Richard Wright) – 2:12
5. Green is the Colour (Roger Waters) – 2:58
6. Cymbaline (Roger Waters) – 4:50
7. Party Sequence (Roger Waters – Richard Wright – David Gilmour – Nick Mason) – 1:07
8. Main Theme (Roger Waters – Richard Wright – David Gilmour – Nick Mason) – 5:28
9. Ibiza Bar (Roger Waters – Richard Wright – David Gilmour – Nick Mason) – 3:19
10. More Blues (Roger Waters – Richard Wright – David Gilmour – Nick Mason) – 2:12
11. Quicksilver (Roger Waters – Richard Wright – David Gilmour – Nick Mason) – 7:13
12. A Spanish Piece (Roger Waters – Richard Wright – David Gilmour – Nick Mason) – 1:05
13. Dramatic Theme (Roger Waters – Richard Wright – David Gilmour – Nick Mason) – 2:15

## Közreműködők
- Roger Waters – basszusgitár, ének
- David Gilmour – gitár, ének
- Richard Wright – billentyűs hangszerek, ének
- Nick Mason – dob, ütőhangszerek

## Külső hivatkozások
- Általános információk